# منزل مشعر (الظهار)

تعديل مصدري - تعديل

منزل مشعر هي إحدى قرى عزلة ثواب الأسفل بمديرية الظهار التابعة لمحافظة إب، بلغ تعداد سكانها 481 نسمة حسب تعداد اليمن لعام 2004.